# Demonaz Doom Occulta
Demonaz Doom Occulta (echte naam: Harald Nævdal) uit Noorwegen was tot 1989 gitarist bij Amputation, voordat hij in dat jaar Immortal oprichtte met Abbath Doom Occulta (zanger/bassist van Old Funeral). Hij was tevens de tekstschrijver van de band. 
In 1997 kreeg hij een acute peesontsteking, zodat hij zijn baan als gitarist moest opgeven, en Abbath de gitaar ging bespelen. Hij bleef echter wel betrokken bij de band, maar dan alleen als tekstschrijver en manager. Dat laatste doet hij met Hakon Grav (alleen voor Immortal).
Hij is betrokken als tekstschrijver en manager van I (de nieuwe band van Abbath en Armagedda) en het herenigde Immortal. Hiernaast is hij vocalist van zijn eigen band Demonaz.
- Gemeinsame Normdatei: 101579579X
- Library of Congress Control Number: no2012148911
- MusicBrainz: 6a175913-59fa-4d1e-a6c0-abf092ee7c30
- Virtual International Authority File: 281930309
- WorldCat: E39PBJxMf9jcyDh9cv7qrgRqcP